# Liste der Monuments historiques in Verberie
Die Liste der Monuments historiques in Verberie führt die Monuments historiques in der französischen Gemeinde Verberie auf.

## Liste der Bauwerke
| Bezeichnung                  | Beschreibung              | Standort | Kennzeichnung | Schutzstatus | Datum | Bild           |
| ---------------------------- | ------------------------- | -------- | ------------- | ------------ | ----- | -------------- |
| Kapelle Notre-Dame des Monts | Erbaut 1339               | (Lage)   | PA60000075    | Inscrit      | 2008  | weitere Bilder |
| Maison dite Petit Cappy      | Erbaut im 14. Jahrhundert | (Lage)   | PA00114980    | Inscrit      | 1989  |                |
| Kirche St-Pierre             | Erbaut im 15. Jahrhundert | (Lage)   | PA00114944    | Classé       | 1962  | weitere Bilder |
| Manoir Saint-Germain         | Herrenhaus                | (Lage)   | PA00114945    | Inscrit      | 1949  | weitere Bilder |
| Archäologische Ausgrabung    |                           | (Lage)   | PA00135576    | Inscrit      | 1995  |                |

## Liste der Objekte

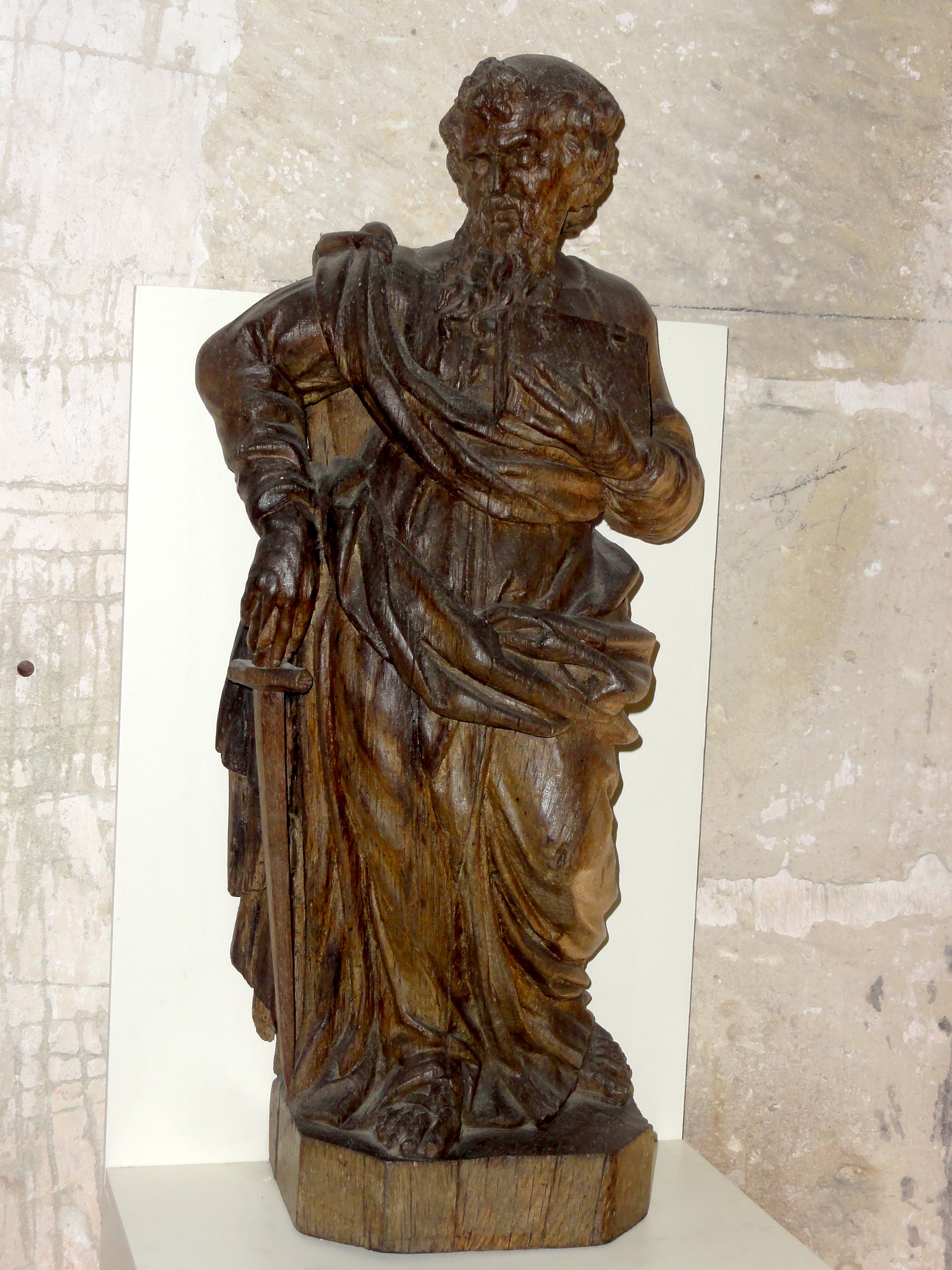
Holzskulptur (18. Jahrhundert) des Apostels Paulus in der Kirche St-Pierre

- Monuments historiques (Objekte) in Verberie in der Base Palissy des französischen Kultusministeriums